# Debo decir
Debo decir , (estilizado como #DeboDecir) fue un programa de medianoche de televisión argentino, de actualidad y espectáculos, emitido por América TV desde el 2 de octubre de 2016 hasta el 26 de enero de 2020. El 18 de abril de 2021, volvió a la pantalla de América TV, con una temporada renovada.

## Premios y nominaciones
| Año  | Premios               | Categoría                         | Nominado(a)    | Resultado |
| ---- | --------------------- | --------------------------------- | -------------- | --------- |
| 2016 | Premios Tato          | Mejor conducción periodística     | Luis Novaresio | Nominado  |
| 2017 | Premios Tato          | Mejor Programa de Interés General | Debo decir     | Nominado  |
| 2017 | Premios Tato          | Mejor conducción periodística     | Luis Novaresio | Nominado  |
| 2018 | Premios Martín Fierro | Mejor programa periodístico       | Debo decir     | Ganador   |
| 2019 | Premios Martín Fierro | Mejor programa periodístico       | Debo decir     | Nominado  |